# Юн Бора
Юн Бора (кор. 윤보라, родилась 30 декабря 1989), мононимно известная как Бора) — южнокорейская певица, модель и актриса. Является бывшей участница гёрл-группы Sistar, а также её подгруппы SISTAR19.

## Ранняя жизнь и образование
Юн Бора родилась 30 декабря 1989 года года, в столице Южной Кореи — Сеуле. Образование Бора получила в университете в Университете Мёнджи и окончила его в феврале 2015 года.

## Карьера

### Ранние годы и пре-дебют
До дебюта Бора участвовала в популярном тв-шоу и была выбрана «Королевой красоты» своего университета. Это шоу транслировалось по всей стране и помогло ей быстрее дебютировать. Благодаря ему её заметили и начали приглашать на прослушивания в крупные агентства. В тот день, когда она дебютировала на телевидении в программе «Золотая Лестница» как Королева красоты университета Myongji, трагически скончался её отец, у которого был рак желудка. Девушка тяжело перенесла эту потерю, но не бросила шанс попасть в крупное агентство. Большинство её друзей проходили прослушивание в JYP, но Бора выбрала Starship Entertainment и была зачислена в агентство как трейни.

### 2010: Дебют с Sistar и первые успехи
Starship Entertainment запланировали дебют своей новой женской группы SISTAR на середину 2010 года. Состав группы включал в себя лидера Хёрин, вокалистку Сою и макнэ Дасом. Бора присоединилась к ним в качестве рэпера группы и главного танцора. Дебют Sistar состоялся 4 июня 2010 года на Music Bank с их первым синглом «Push Push». Выступление имело успех и группа быстро привлекла к себе внимание музыкальной общественности. В августе группа вернулась со вторым синглом «Shady Girl», который принес группе ещё больше популярности. Релиз третьего сингла «How Dare You» в ноябре, только подтвердил статус Sistar как талантливой и перспективной группы.

### 2011—2013: Рост популярности, SISTAR19
В 2011 году Бора и участница группы Хёрин сформировали подгруппу Sistar19 и дебютировали с синглом «Ma Boy»
17 октября 2011 года стало известно, что Юн будет частью нового сезона «Непобедимая молодёжь 2» на KBS2. 11 ноября вышел первый эпизод. 21 октября 2012 года стало известно, что Бора присоединится к одной из четырех групп, которые исполнят новую песню для музыкального шоу Gayo Daejeon на SBS. В составе Mystic White 26 декабря 2012 года Бора выпустила благотворительную песню «Mermaid Princess».
В 2013 году Юн присоединилась к модной программе «Король моды: Корея», где участники актерского состава объединились с профессиональными модельерами для разработки и производства модных вещей. В том же году она была объявлена постоянным ведущим музыкальной программы Music Bank вместе с Пак Соджуном.

### 2014—2017: Появления в телешоу и сериалах

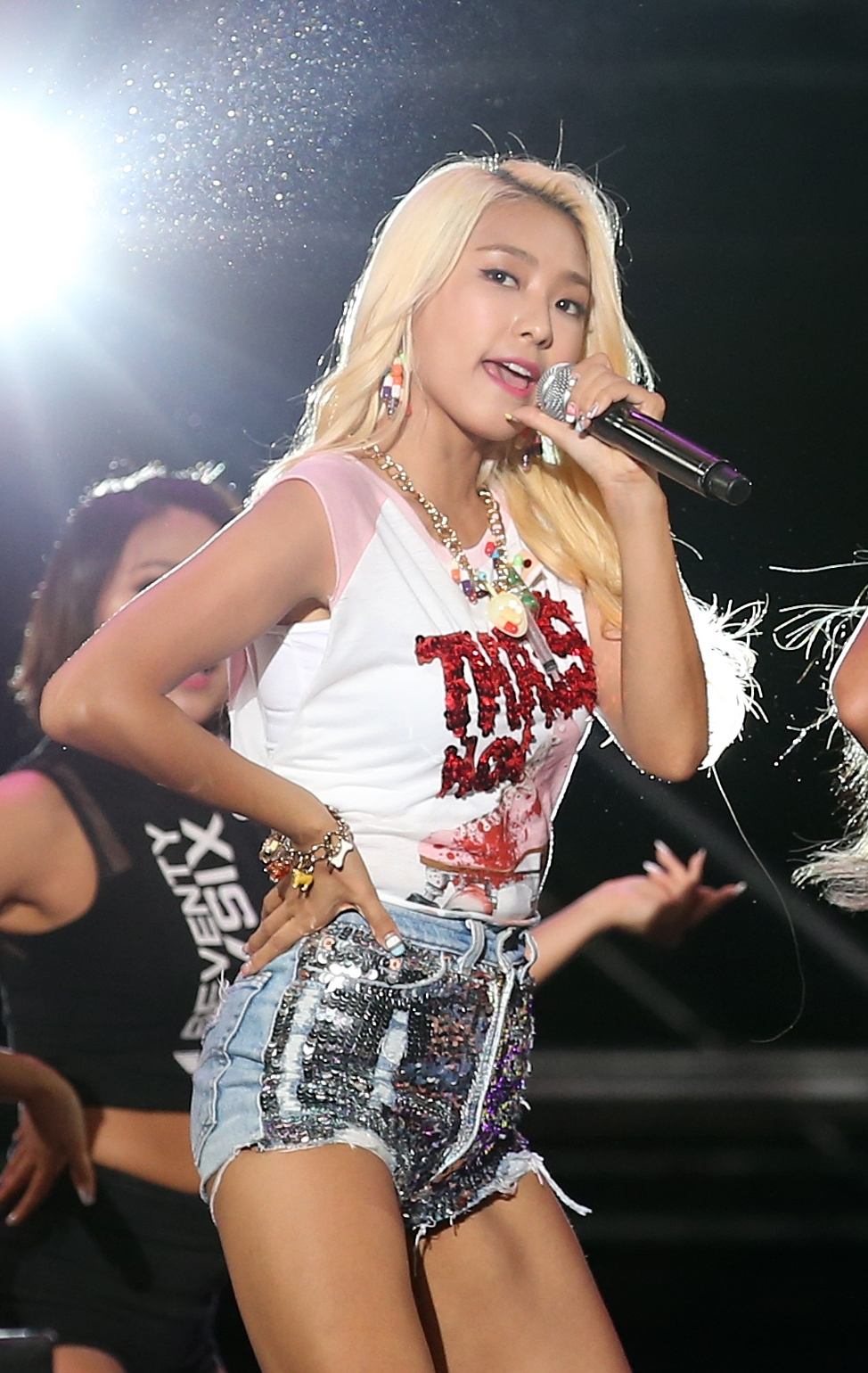
Бора на Дне независимости Кореи, август 2015 года

В 2014 году Бора дебютировала в медицинской дораме «Доктор незнакомец».
В январе 2015 года Бора стала новым ведущим шоу моды и красоты Стиль для тебя вместе с Хичхолем, Харой и Хани. В апреле она сотрудничала с участницами программы «Дерзкие рэперши» Кисом, Лил Чхам, Джейс и артистом Adoonga над хип-хоп-синглом «Feedback». Затем она снялась в веб-дорамах «Льстец» и «Любовь высокого класса». В ноябре 2015 года Бора присоединилась к актерскому составу шоу на выживание «Закон джунглей» .
В июне 2016 года Юн стала участницей танцевального шоу «Зажги сцену».
В марте 2017 года было объявлено, что Юн дебютирует на большом экране в семейной комедии «Солнечная семья». В июне 2017 года Бора подписала контракт с Hook Entertainment в качестве актрисы под своим полным именем и покинула Starship Entertainment после семи лет работы в Sistar. В ноябре 2017 года Бора снялясь в фантастической дораме «Корейская одиссея».

### 2018—н.в: Новый лейбл
В августе 2020 года Бора подписала контракт с KeyEast.

## Дискография

### Как приглашенный артист
| Название                                               | Год  | Позиция  | Продажи | Альбом            |
| Название                                               | Год  | KOR Gaon | Продажи | Альбом            |
| ------------------------------------------------------ | ---- | -------- | ------- | ----------------- |
| «Mermaid Princess»                                     | 2012 | —        | N/A     | Сингл вне альбома |
| «Bubble»                                               | 2013 | —        | N/A     | Will in Fall      |
| «Feedback» (вместе с Кисом, Лил Чхам, Джейс и Adoonga) | 2015 | —        | N/A     | Сингл вне альбома |

## Фильмография

### Фильмы
| Год  | Название          | Роль   | Примечание   |
| ---- | ----------------- | ------ | ------------ |
| 2019 | Солнечная семейка | Кёнджу | Ведущая роль |

### Телесериалы
| Год       | Название                               | Роль                | Телеканал     | Примечание                |
| --------- | -------------------------------------- | ------------------- | ------------- | ------------------------- |
| 2012      | Несносная семейка                      | В роли самой себя   | KBS2          | Камео                     |
| 2014      | Доктор чужестранец                     | Ли Чханли           | SBS           |                           |
| 2015      | Льстец                                 | Бонхи               | Naver TV Cast |                           |
| 2015      | Высококачественная любовь              | Минджу              | Sohu TV       |                           |
| 2017      | Ирландский апперкот                    | До Хэна             | Naver TV Cast |                           |
| 2017      | Корейская одиссея                      | Элис (Белый дракон) | tvN           |                           |
| 2018      | Мой ID — Красотка с Каннама            | Модель              | JTBC          | Камео (5 эпизод)          |
| 2018      | Викторина Бога — Сезон 5: Перезагрузка | Чан Сынбин          | OCN           | исследователь в CODAS     |
| 2019-2020 | Шоколад                                | Хуэй На             | JTBC          | Камео (13, 15-16 эпизоды) |
| 2020      | Доктор-романтик 2                      | Чу Ёнми             | SBS           | [ 15 ]                    |
| 2021      | Hip Up! Hit Up!                        |                     | MBC           | [ 16 ]                    |

### Телешоу
| Год       | Название                | Телеканал | Примечание                                                                        |
| --------- | ----------------------- | --------- | --------------------------------------------------------------------------------- |
| 2011-2012 | Непобедимая молодёжь 2  | KBS       | Регулярно                                                                         |
| 2013      | Король моды: Корея      | SBS       | Судья                                                                             |
| 2013-2015 | Music Bank              | KBS2      | Фиксированный ведущий (25 октября 2013 года — 24 апреля 2015 года) с Пак Соджуном |
| 2015      | Стиль для вас           | KBS World | Соведущий                                                                         |
| 2016      | Закон джунглей в Панаме | SBS       | Актёрский состав                                                                  |
| 2016      | Зажги сцену             | Mnet      | Участница                                                                         |
| 2018      | Produce 48              | Mnet      | Специальный MC                                                                    |

## Награды и номинации
| Год  | Премия                   | Категория      | Работа     | Результат | Ссылка |
| ---- | ------------------------ | -------------- | ---------- | --------- | ------ |
| 2013 | KBS Entertainment Awards | Лучший новичок | Music Bank | Победа    | [ 17 ] |